# Oakland (Maryland)
Oakland – miasto w Stanach Zjednoczonych, w stanie Maryland, w hrabstwie Garrett.